# Krassófüzes
Krassófüzes (románul: Fizeș), falu Romániában, a Bánságban, Krassó-Szörény megyében.

## Fekvése
Boksánbányától nyugatra fekvő település.

## Története
Krassófüzes nevét 1329-ben, majd 1334-ben említették először az oklevelek Fyzestov néven.
1597-ben Fyzes, Fwzes, 1717-ben Fisescho, 1808-ban Fizes ~ Füzes, 1851-ben Füzes, 1888-ban Füzes 1913-ban Krassófüzes néven írták.
1851-ben Fényes Elek írta a településről:
Füzes, Krassó vármegyében, 23  katholikus, 2400 óhitü lakossal, 
anyatemplommal, s jó szántóföldekkel, nagy erdővel, szilvásokkal, legelővel. Bírja a királyi kamara.
A trianoni békeszerződés előtt Krassó-Szörény vármegye Boksánbányai járásához tartozott.
1910-ben 2142 lakosából 360 magyar, 110 német, 1522 román volt. Ebből 476 római katolikus, 87 református, 1539 görög keleti ortodox volt.

## Források

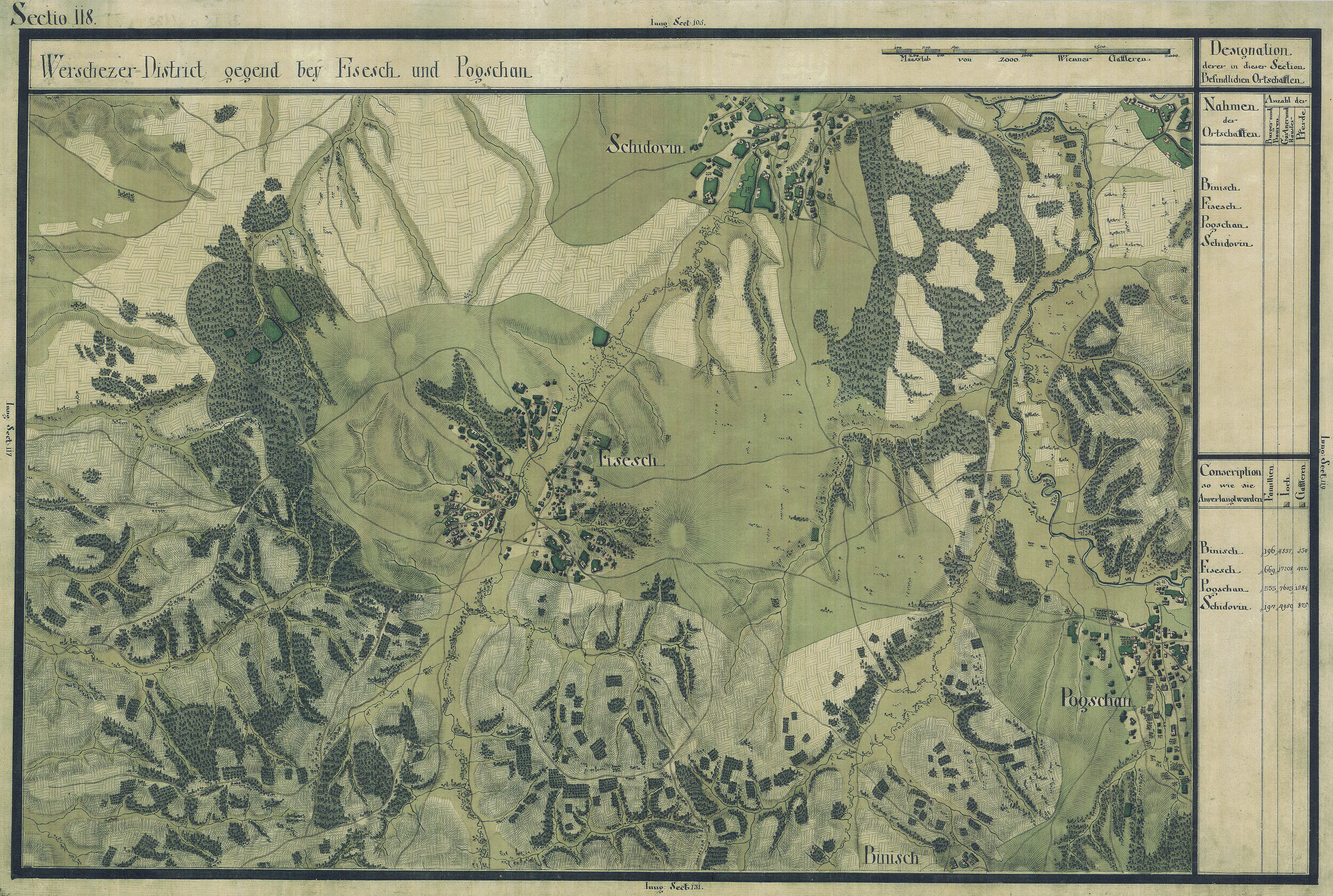
Krassófüzes egy régi, 1700-as évekből való térképen